# أليكس جورج
أليكس جورج (بالإنجليزية: Alex George)‏ هو لاعب كرة قاعدة أمريكي، ولد في 27 سبتمبر 1938 في كانساس سيتي في الولايات المتحدة.

## وصلات خارجية
- أليكس جورج على موقعبيزبول رفرنس.كوم (الدوري الرئيسي) (الإنجليزية)
- أليكس جورج على موقعبيزبول رفرنس.كوم (الدوري الثانوي) (الإنجليزية)